# Svarthuvad fnittertrast
Svarthuvad fnittertrast (Garrulax milleti) är en fågel i familjen fnittertrastar inom ordningen tättingar.

## Utseende
Svarthuvad fnittertrast är en rätt stor (28–30 cm) fnittertrast i svart, grått och vitt. Den är glansigt svart på hjässa, ansikte, örontäckare och bröst. Bakom ögat syns en ljusblå fläck och bakom örontäckarna ett vitt område som övergår i en ljusgrå kant runt den svarta hjässan. Ovansidan är olivbrun, stjärten mörkare (gråare hos underarten sweeti). Den är även olivbrun på undergump, flanker och "lår". Näbben är svart. 

## Utbredning och systematik
Svarthuvad fnittertrast delas in i två underarter med följande utbredning:
- Garrulax milleti milleti – förekommer i bergsskogar i norra och södra Vietnam och södra Laos
- Garrulax milleti sweeti – förekommer i centrala högländerna i Vietnam (provinsen Kon Tum)

## Levnadssätt
Svarthuvad fnittertrast är stannfågel i fuktskogar på mellan 800 och 1650 meters höjd. Den ses vanligen i grupper om tre till tio fåglar, ofta i artblandade flockar tillsammans med andra fnittertrastar. Fågeln födosöker mestadels på marken i tät undervegetation, men även högre upp på medelhög nivå i nedre delen av trädtaket. Arten häckar maj–juni.

## Status och hot
Arten har ett relativt litet utbredningsområde och tros minska i antal, men anses inte vara hotad. Internationella naturvårdsunionen IUCN listar arten som livskraftig (LC).

## Namn
Fågelns vetenskapliga artnamn hedrar en F. Millet (fl. 1919), fransk skogsföreståndare i Langbianprovinsen och storviltsjägare.